# Stråmand (retorik)
Stråmand (retorik), et stråmandsargument er en almindelig form for argument og en uformel fejlslutning baseret på at give indtryk af at tilbagevise en modstanders argument, mens den faktisk tilbageviser et argument, der ikke er blevet fremlagt af modstanderen. En, der bruger denne fejlslutning, siges at "angribe en stråmand."
Det typiske stråmandsargument skaber illusionen af at have fuldstændig modbevist en modstanders forslag gennem den skjulte erstatning af det, med et andet forslag (dvs, "give en stråmand") og den efterfølgende tilbagevisning af et falsk argument ("vælte en stråmand") i stedet for modstanderens forslag.
Denne teknik har været brugt gennem hele historien i polemiske debatter, især i argumenter om meget følelsesladede spørgsmål, hvor en voldsom "kamp" og besejring af en "fjende" kan være mere værdsat end kritisk tænkning eller en forståelse for begge sider af sagen.
Angiveligt, var stråmandstaktikken engang kendt i nogle dele af Storbritannien som en Aunt Sally, efter et pubspil af samme navn, hvor deltagere kastede pinde eller lægter efter en stolpe, for at vælte en kegle der balancerede på toppen.

## Struktur
Stråmandsfejlslutningen opstår i det følgende argumentationsmønster:
1. Person 1 kommer med påstand X.
2. Person 2 argumenterer imod et overfladisk lignende argument Y, som om at argument mod Y var et argument mod X.

Denne argumentation er en fejlslutning af relevans: den undlader at tage stilling til den pågældende påstand, ved et skabe misvisende billede af den modsatte holdning.
Eksempelvis:
- At citere en af modstanderens ord ud af kontekst — det vil sige at vælge citater der forvanske modstanderens hensigter (se fejlslutningen at citere ud af kontekst).
- At præsentere en person, der forsvarer en position dårligt som forsvareren, og derefter afvise personens argumenter — og dermed give det indtryk, at alle der har samme holdning som personen (og dermed holdningen selv) er blevet besejret
- At oversimplificere en af modstanderens argumenter, og derefter angribe denne forsimplede version